# Ethmalosa fimbriata
Ethmalosa fimbriata (Bowdich, 1825) conosciuto in italiano come alosa africana è un pesce osseo marino e d'acqua dolce della famiglia Clupeidae. È l'unica specie nel genere Ethmalosa.

## Distribuzione e habitat
Specie endemica delle zone tropicali dell'Oceano Atlantico orientale, diffusa lungo le coste africane dal Sahara Spagnolo all'Angola. È assente dal mar Mediterraneo. Una popolazione nana vive nel lago Nokoué in Benin. È una specie strettamente costiera, popola anche le lagune e penetra nei fiumi fino a 300 km dalla foce. Durante la stagione piovosa tende a spostarsi verso le foci mentre durante quella secca risale a monte.

## Descrizione
Aspetto generale simile alla cheppia o alle altre Alosa. Corpo abbastanza alto e compresso ai lati con una robusta carena ventrale di scaglie rigide. L'apice della mascella presenta una piccola punta rivolta in basso che si adatta a bocca chiusa in un'intaccatura nella mandibola. Pinna caudale forcuta con lobi stretti, lunghi e appuntiti.
Colore del corpo argenteo con evidenti riflessi dorati. Pinna caudale di color giallo cromo. Una macchia scura più o meno evidente (talvolta seguita da altre allineate sul fianco) dietro l'opercolo. Apice della pinna dorsale nero.
Misura fino a 45 cm, di solito non oltre i 25 cm.

## Biologia

### Alimentazione
Planctofaga, la dieta è basata prevalentemente su diatomee che vengono catturate per filtrazione attraverso le numerose branchiospine lunghe e sottili di cui è dotata.

### Riproduzione
È in grado di riprodursi con successo in acqua dolce, salmastra e marina, a salinità dal 3,5 al 38‰. La stagione riproduttiva dura tutto l'anno con picchi locali.

## Pesca

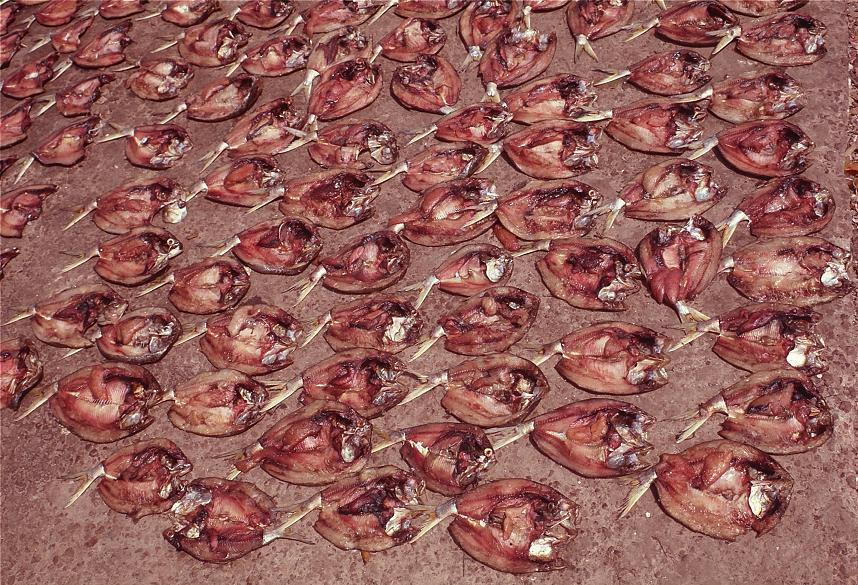
Esemplari in fase di essiccazione in Guinea-Bissau

Specie molto importante per la pesca commerciale dell'Africa occidentale. Viene catturata con reti da posta e reti da circuizione, sia nelle lagune che nelle foci che, durante la stagione secca, nei fiumi. Gli stati che catturano le più grandi quantità di E. fimbriata sono Guinea e Senegal. Viene commercializzata sia affumicata o essiccata (soprattutto in Camerun) che fresca (soprattutto in Senegal e Gambia).

## Conservazione
Le popolazioni di questa specie sono abbondanti e non mostrano segni di rarefazione, per questo la IUCN classifica E. fimbriata come a rischio minimo di estinzione.